# Aulnay-sur-Iton
Aulnay-sur-Iton is een gemeente in het Franse departement Eure (regio Normandië) en telt 600 inwoners (2004). De plaats maakt deel uit van het arrondissement Évreux.

## Geografie
De oppervlakte van Aulnay-sur-Iton bedraagt 1,5 km², de bevolkingsdichtheid is 400,0 inwoners per km².
De onderstaande kaart toont de ligging van Aulnay-sur-Iton met de belangrijkste infrastructuur en aangrenzende gemeenten.

## Demografie
Onderstaande figuur toont het verloop van het inwonertal (bron: INSEE-tellingen).

## Geboren
- François Faber (1887-1915), Luxemburgs wielrenner